# Andronikos Kakoullis
Andronikos Kakoullis (grekiska: Ανδρόνικος Κακουλλής), född 3 maj 2001 i Nicosia, Cypern, är en cypriotisk fotbollsspelare som spelar för  Aris Limassol i Cyperns förstadivision, på lån från AIK och det cypriotiska landslaget.

## Klubblagskarriär

### AIK
Kakoullis värvades den 11 mars 2025 av den svenska klubben AIK, där han skrev på ett kontrakt till och med den 30 juni 2028.
Han gjorde sin tävlingsdebut för klubben i premiäromgången av Allsvenskan den 31 mars 2025 då han startade matchen mot GAIS på Gamla Ullevi som AIK vann med 1–0.
Kakoullis inledde säsongen svajigt med endast tre matcher från start dem första 9 omgångarna, och fick i stor utsträckning agera inhoppare för John Guidetti. Den 14 maj 2025 vände dock trenden när han gjorde sitt första mål för AIK mot BK Häcken på Bravida Arena som slutade 3–3.
Den 13 juli 2025 gjorde Kakoullis två mål när AIK vann över Degerfors IF med 3–0 hemma på Strawberry Arena.